# Юнона та павич
«Юнона та павич» (англ. Juno and the Paycock, альтернативна назва — The Shame of Mary Boyle) — англійська драма режисера Альфреда Хічкока, знята в 1930 році за однойменною п'єсою ірландського драматурга Шона О'Кейсі.

## Сюжет
В одному з будинків дублінських нетрів проживає сімейство Бойл. Мати сімейства Юнона, працьовита жінка, яка котрий рік намагається направити на шлях істинний свого чоловіка — п'яницю і дармоїда Джека Бойла на прізвисько Капітан. Їх син Джонні втратив руку в ірландській війні за незалежність, а дочка Мері намагається вдало вступити в шлюб.
Раптово сімейство отримує звістку: помер їхній кузен, залишивши Джеку Бойлу пристойну спадщину. Як поведуть себе виснажені убогістю родичі покійного?

## У ролях
- Сара Оллгуд — Юнона Бойл
- Едвард Чепмен — Джек Бойл
- Джон Лорі — Джонні Бойл
- Кетлін О'Ріган — Мері Бойл
- Баррі Фіцджеральд — оратор
- Сідні Морган — «Джоксер» Дейлі
- Мейр О'Нілл — Місіс Мейсі Медіган
- Дейв Морріс — Джеррі Дівайн
- Джон Лонгден — Чарльз Бентам
- Денніс Віндем — чиновник з відділу за призовом